# Öran, Ljusterö
Öran är en halvö belägen på Södra Ljusterös västra sida mot Östra Saxarfjärden i Stockholms mellersta skärgård (Österåkers kommun). Öran är i huvudsak ett fritidshusområde med ett utökat antal permanentboende, området har tillgång till kommunalt vatten genom en vattensamfällighet med egna avlopp och fiber via Österåkers Stadsnät. Örans brygga angörs av Waxholms-bolaget från Strömkajen vår-höst (2019).